# Kanton Ouzouer-le-Marché
Ouzouer-le-Marché is een voormalig kanton van het Franse departement Loir-et-Cher. Het kanton maakte deel uit van het arrondissement Blois. Het werd opgeheven bij decreet van 21 februari 2014 met uitwerking op 22 maart 2015.

## Gemeenten
Het kanton Ouzouer-le-Marché omvatte de volgende gemeenten:
- Binas
- La Colombe
- Membrolles
- Moisy
- Ouzouer-le-Doyen
- Ouzouer-le-Marché (hoofdplaats)
- Prénouvellon
- Semerville
- Tripleville
- Verdes
- Vievy-le-Rayé
- Villermain